# Briar (Texas)
Pour les articles homonymes, voir Briar.
Briar est un territoire (census-designated place, CDP) des comtés de Parker, Tarrant et Wise au Texas.
Sa population était de 5 665 habitants en 2010,.
Briar est situé à proximité du Eagle Mountain Lake (en).